# Rig Rig
 Rig Rig  è un comune del Ciad situato nel dipartimento di Kanem Settentrionale, provincia di Kanem.